# Eisschnelllauf-Mehrkampfweltmeisterschaft 2002

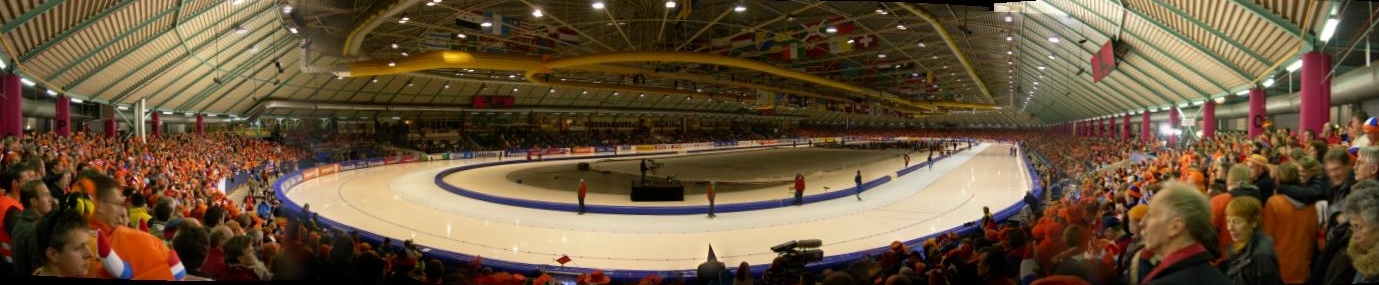
Das Eislauf-Mekka: die Thialf Arena

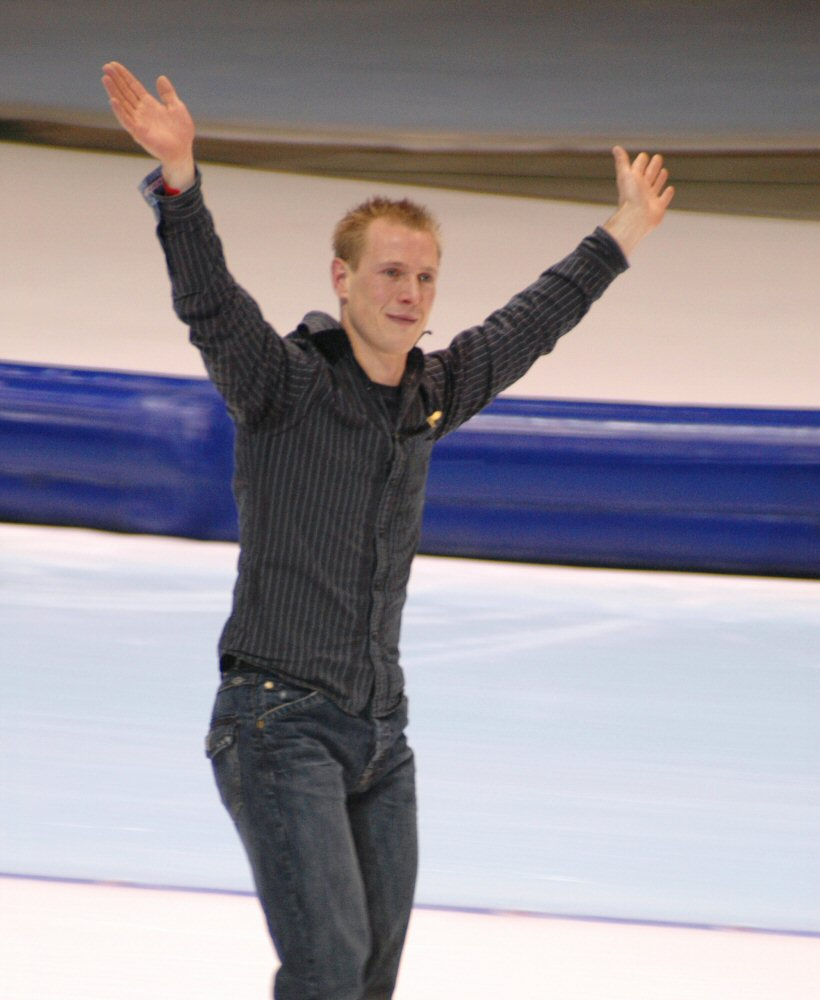
Mehrkampf-Weltmeister
Jochem Uytdehaage

Die 96. Mehrkampfweltmeisterschaft (60. der Frauen) wurde vom 15. bis 17. März 2002 im Thialf im niederländischen Heerenveen ausgetragen.

## Teilnehmende Nationen
- 48 Sportler aus 13 Nationen nahmen am Mehrkampf teil.

| Teilnehmende Nationen                 | Teilnehmende Nationen                | Teilnehmende Nationen   | Teilnehmende Nationen       |
| ------------------------------------- | ------------------------------------ | ----------------------- | --------------------------- |
| Österreich Belgien Kanada Deutschland | Italien Japan Kasachstan Niederlande | Norwegen Polen Russland | Schweden Vereinigte Staaten |

## Wettbewerb

### Frauen

#### Endstand Kleiner-Vierkampf
- Zeigt die ersten zwölf Finalteilnehmerinnen der Mehrkampf-WM über 5.000 Meter.
  - Die Zahl in Klammern gibt die Platzierung je Einzelstrecke an, fett gedruckt die jeweils Schnellste.

| Rang | Name               | 500 Meter  | Pkt.  | 1.500 Meter  | Pkt.  | 3.000 Meter  | Pkt.  | 5.000 Meter  | Pkt.  | Gesamt- pkt. |
| ---- | ------------------ | ---------- | ----- | ------------ | ----- | ------------ | ----- | ------------ | ----- | ------------ |
| 1    | Anni Friesinger    | 39,45 (3)  | 39,45 | 1:56,43 (1)  | 38,81 | 4:08,02 (1)  | 41,33 | 7:06,64 (3)  | 42,66 | 162,260      |
| 2    | Cindy Klassen      | 39,16 (2)  | 39,16 | 1:56,88 (2)  | 38,96 | 4:11,20 (3)  | 41,86 | 7:04,86 (2)  | 42,48 | 162,472      |
| 3    | Claudia Pechstein  | 39,92 (6)  | 39,92 | 1:58,53 (4)  | 39,51 | 4:09,32 (2)  | 41,55 | 7:01,31 (1)  | 42,13 | 163,114      |
| 4    | Jennifer Rodriguez | 38,59 (1)  | 38,59 | 1:57,71 (3)  | 39,23 | 4:11,84 (6)  | 41,97 | 7:19,36 (11) | 43,93 | 163,735      |
| 5    | Warwara Baryschewa | 39,71 (5)  | 39,71 | 2:00,10 (7)  | 40,03 | 4:11,60 (5)  | 41,93 | 7:11,29 (5)  | 43,12 | 164,805      |
| 6    | Renate Groenewold  | 40,69 (9)  | 40,69 | 1:58,81 (8)  | 39,60 | 4:12,15 (7)  | 42,02 | 7:09,77 (4)  | 42,97 | 165,295      |
| 7    | Tonny de Jong      | 39,65 (4)  | 39,65 | 1:59,75 (5)  | 39,91 | 4:15,34 (11) | 42,56 | 7:12,95 (7)  | 43,29 | 165,417      |
| 8    | Maki Tabata        | 39,92 (6)  | 39,92 | 1:59,06 (6)  | 39,69 | 4:13,29 (8)  | 42,21 | 7:16,68 (10) | 43,66 | 165,489      |
| 9    | Marja Vis          | 40,78 (11) | 40,78 | 1:58,93 (10) | 39,64 | 4:11,45 (4)  | 41,90 | 7:14,23 (9)  | 43,42 | 165,754      |
| 10   | Nami Nemoto        | 41,29 (18) | 41,29 | 2:02,41 (15) | 40,81 | 4:15,04 (9)  | 42,50 | 7:13,71 (8)  | 43,37 | 167,970      |
| 11   | Emese Hunyady      | 40,24 (8)  | 40,24 | 2:00,46 (9)  | 40,15 | 4:19,38 (16) | 43,23 | 7:24,20 (12) | 44,42 | 168,043      |
| 12   | Swetlana Wyssokowa | 41,27 (17) | 41,27 | 2:03,10 (17) | 41,03 | 4:15,17 (10) | 42,52 | 7:12,56 (6)  | 43,25 | 168,087      |

#### 500 Meter
| Platz | Name               | Land               | Zeit  | Punkte |
| ----- | ------------------ | ------------------ | ----- | ------ |
| 1     | Jennifer Rodriguez | Vereinigte Staaten | 38,59 | 38,59  |
| 2     | Cindy Klassen      | Kanada             | 39,16 | 39,16  |
| 3     | Anni Friesinger    | Deutschland        | 39,45 | 39,45  |
| 4     | Tonny de Jong      | Niederlande        | 39,65 | 39,65  |
| 5     | Warwara Baryschewa | Russland           | 39,71 | 39,71  |
| 6     | Claudia Pechstein  | Deutschland        | 39,92 | 39,92  |
| 6     | Maki Tabata        | Japan              | 39,92 | 39,92  |
| 8     | Emese Hunyady      | Österreich         | 40,24 | 40,24  |
| 9     | Renate Groenewold  | Niederlande        | 40,69 | 40,69  |
| 9     | Ann Driscoll       | Vereinigte Staaten | 40,69 | 40,69  |
|       |                    |                    |       |        |
| 13    | Daniela Anschütz   | Deutschland        | 40,96 | 40,96  |
| 14    | Lucille Opitz      | Deutschland        | 41,08 | 41,08  |

#### 3.000 Meter
| Platz | Name               | Land               | Zeit    | Punkte |
| ----- | ------------------ | ------------------ | ------- | ------ |
| 1     | Anni Friesinger    | Deutschland        | 4:08,02 | 41,33  |
| 2     | Claudia Pechstein  | Deutschland        | 4:09,32 | 41,55  |
| 3     | Cindy Klassen      | Kanada             | 4:11,20 | 41,86  |
| 4     | Marja Vis          | Niederlande        | 4:11,45 | 41,90  |
| 5     | Warwara Baryschewa | Russland           | 4:11,60 | 41,93  |
| 6     | Jennifer Rodriguez | Vereinigte Staaten | 4:11,84 | 41,97  |
| 7     | Renate Groenewold  | Niederlande        | 4:12,15 | 42,02  |
| 8     | Maki Tabata        | Japan              | 4:13,29 | 42,21  |
| 9     | Nami Nemoto        | Japan              | 4:15,04 | 42,50  |
| 10    | Swetlana Wyssokowa | Russland           | 4:15,17 | 42,52  |
|       |                    |                    |         |        |
| 14    | Daniela Anschütz   | Deutschland        | 4:18,06 | 43,01  |
| 16    | Emese Hunyady      | Österreich         | 4:19,38 | 43,23  |
| 21    | Lucille Opitz      | Deutschland        | 4.21,00 | 43,50  |

#### 1.500 Meter
| Platz | Name               | Land               | Zeit    | Punkte |
| ----- | ------------------ | ------------------ | ------- | ------ |
| 1     | Anni Friesinger    | Deutschland        | 1:56,43 | 38,81  |
| 2     | Cindy Klassen      | Kanada             | 1:56,88 | 38,96  |
| 3     | Jennifer Rodriguez | Vereinigte Staaten | 1:57,71 | 39,23  |
| 4     | Claudia Pechstein  | Deutschland        | 1:58,53 | 39,51  |
| 5     | Tonny de Jong      | Niederlande        | 1:59,75 | 39,91  |
| 6     | Maki Tabata        | Japan              | 1:59,06 | 39,68  |
| 7     | Warwara Baryschewa | Russland           | 2:00,10 | 40,03  |
| 8     | Renate Groenewold  | Niederlande        | 1:58,81 | 39,60  |
| 9     | Emese Hunyady      | Österreich         | 2:00,46 | 40,15  |
| 10    | Marja Vis          | Niederlande        | 1:58,93 | 39,64  |
|       |                    |                    |         |        |
| 12    | Daniela Anschütz   | Deutschland        | 2:02,98 | 40,99  |
| 14    | Lucille Opitz      | Deutschland        | 2:02,73 | 40,91  |

#### 5.000 Meter
| Platz | Name               | Land        | Zeit    | Punkte |
| ----- | ------------------ | ----------- | ------- | ------ |
| 1     | Claudia Pechstein  | Deutschland | 7:01,31 | 42,13  |
| 2     | Cindy Klassen      | Kanada      | 7:04,86 | 42,48  |
| 3     | Anni Friesinger    | Deutschland | 7:06,64 | 42,66  |
| 4     | Renate Groenewold  | Niederlande | 7:09,77 | 42,97  |
| 5     | Warwara Baryschewa | Russland    | 7:11,29 | 43,12  |
| 6     | Swetlana Wyssokowa | Russland    | 7:12,56 | 43,25  |
| 7     | Tonny de Jong      | Niederlande | 7:12,95 | 43,29  |
| 8     | Nami Nemoto        | Japan       | 7:13,71 | 43,37  |
| 9     | Marja Vis          | Niederlande | 7:14,23 | 43,42  |
| 10    | Maki Tabata        | Japan       | 7:16,68 | 43,66  |
|       |                    |             |         |        |
| 12    | Emese Hunyady      | Österreich  | 7:24,20 | 44,42  |

### Männer

#### Endstand Großer-Vierkampf
- Zeigt die zwölf Finalteilnehmer der Mehrkampf-WM über 10.000 Meter.
  - Die Zahl in Klammern gibt die Platzierung je Einzelstrecke an, fett gedruckt der jeweils Schnellste.

| Rang | Name              | 500 Meter  | Pkt.  | 5.000 Meter  | Pkt.  | 1.500 Meter  | Pkt.  | 10.000 Meter  | Pkt.  | Gesamt- pkt. |
| ---- | ----------------- | ---------- | ----- | ------------ | ----- | ------------ | ----- | ------------- | ----- | ------------ |
| 1    | Jochem Uytdehaage | 36,59 (5)  | 36,59 | 6:30,27 (1)  | 39,02 | 1:49,51 (4)  | 36,50 | 13:27,25 (1)  | 40,36 | 152,482      |
| 2    | Dmitri Schepel    | 36,39 (1)  | 36,39 | 6:34,23 (5)  | 39,42 | 1:48,44 (1)  | 36,14 | 13:43,14 (6)  | 41,15 | 153,116      |
| 3    | Derek Parra       | 36,47 (3)  | 36,47 | 6:35,70 (7)  | 39,57 | 1:48,56 (2)  | 36,18 | 13:48,71 (7)  | 41,43 | 153,661      |
| 4    | Carl Verheijen    | 37,74 (18) | 37,74 | 6:32,50 (3)  | 39,25 | 1:50,54 (11) | 36,84 | 13:34,30 (2)  | 40,71 | 154,551      |
| 5    | Dustin Molicki    | 36,99 (11) | 36,99 | 6:40,98 (10) | 40,09 | 1:49,49 (3)  | 36,49 | 13:52,36 (9)  | 41,61 | 155,202      |
| 6    | Paweł Jan Zygmunt | 37,92 (21) | 37,92 | 6:35,31 (6)  | 39,53 | 1:51,02 (12) | 37,00 | 13:35,18 (3)  | 40,75 | 155,216      |
| 7    | Roberto Sighel    | 36,93 (10) | 36,93 | 6:43,13 (12) | 40,31 | 1:49,89 (7)  | 36,63 | 13:51,79 (8)  | 41,58 | 155,462      |
| 8    | Keiji Shirahata   | 37,55 (17) | 37,55 | 6:39,01 (8)  | 39,90 | 1:51,42 (15) | 37,14 | 13:39,29 (5)  | 40,96 | 155,555      |
| 9    | Bart Veldkamp     | 38,35 (22) | 38,35 | 6:33,30 (4)  | 39,33 | 1:51,91 (19) | 37,30 | 13:36,86 (4)  | 40,84 | 155,826      |
| 10   | Jewgeni Lalenkow  | 36,50 (4)  | 36,50 | 6:49,45 (17) | 40,94 | 1:49,70 (6)  | 36,56 | 14:07,22 (11) | 42,36 | 156,372      |
| 11   | Petter Andersen   | 36,39 (1)  | 36,39 | 6:51,00 (21) | 41,10 | 1:50,33 (9)  | 36,77 | 14:23,82 (12) | 43,19 | 157,457      |
| 12   | Eskil Ervik       | 39,81 (24) | 39,81 | 6:39,17 (9)  | 39,91 | 1:52,02 (20) | 37,34 | 13:55,19 (10) | 41,75 | 158,826      |

#### 500 Meter
| Platz | Name               | Land               | Zeit  | Punkte |
| ----- | ------------------ | ------------------ | ----- | ------ |
| 1     | Dmitri Schepel     | Russland           | 36,39 | 36,39  |
| 1     | Petter Andersen    | Norwegen           | 36,39 | 36,39  |
| 3     | Derek Parra        | Vereinigte Staaten | 36,47 | 36,47  |
| 4     | Jewgeni Lalenkow   | Russland           | 36,50 | 36,50  |
| 5     | Jochem Uytdehaage  | Niederlande        | 36,59 | 36,59  |
| 6     | Takahiro Ushiyama  | Japan              | 36,75 | 36,75  |
| 7     | Kevin Marshall     | Kanada             | 36,83 | 36,83  |
| 7     | Sergei Zybenko     | Kasachstan         | 36,83 | 36,83  |
| 9     | John Paul Shilling | Vereinigte Staaten | 36,90 | 36,90  |
| 10    | Roberto Sighel     | Italien            | 36,93 | 36,93  |
|       |                    |                    |       |        |
| 15    | Jan Friesinger     | Deutschland        | 37,43 | 37,43  |

#### 5.000 Meter
| Platz | Name              | Land               | Zeit    | Punkte |
| ----- | ----------------- | ------------------ | ------- | ------ |
| 1     | Jochem Uytdehaage | Niederlande        | 6:30,27 | 39,02  |
| 2     | Gianni Romme      | Niederlande        | 6:30,40 | 39,04  |
| 3     | Carl Verheijen    | Niederlande        | 6:32,50 | 39,25  |
| 4     | Bart Veldkamp     | Belgien            | 6:33,30 | 39,33  |
| 5     | Dmitri Schepel    | Russland           | 6:34,23 | 39,42  |
| 6     | Paweł Jan Zygmunt | Polen              | 6:35,31 | 39,53  |
| 7     | Derek Parra       | Vereinigte Staaten | 6:35,70 | 39,57  |
| 8     | Keiji Shirahata   | Japan              | 6:39,01 | 39,90  |
| 9     | Eskil Ervik       | Norwegen           | 6:39,17 | 39,91  |
| 10    | Dustin Molicki    | Kanada             | 6:40,98 | 40,09  |
|       |                   |                    |         |        |
| 19    | Jan Friesinger    | Deutschland        | 6:49,76 | 40,97  |

#### 1.500 Meter
| Platz | Name               | Land               | Zeit    | Punkte |
| ----- | ------------------ | ------------------ | ------- | ------ |
| 1     | Dmitri Schepel     | Russland           | 1:48,44 | 36,14  |
| 2     | Derek Parra        | Vereinigte Staaten | 1:48,56 | 36,18  |
| 3     | Dustin Molicki     | Kanada             | 1:49,49 | 36,49  |
| 4     | Jochem Uytdehaage  | Niederlande        | 1:49,51 | 36,50  |
| 5     | John Paul Shilling | Vereinigte Staaten | 1:49,58 | 36,52  |
| 6     | Jewgeni Lalenkow   | Russland           | 1:49,70 | 36,56  |
| 7     | Roberto Sighel     | Italien            | 1:49,89 | 36,63  |
| 8     | Takahiro Ushiyama  | Japan              | 1:50,23 | 36,74  |
| 9     | Petter Andersen    | Norwegen           | 1:50,33 | 36,77  |
| 10    | Steven Elm         | Kanada             | 1:50,35 | 36,78  |
|       |                    |                    |         |        |
| 16    | Jan Friesinger     | Deutschland        | 1:51,51 | 37,17  |

#### 10.000 Meter
| Platz | Name              | Land               | Zeit     | Punkte |
| ----- | ----------------- | ------------------ | -------- | ------ |
| 1     | Jochem Uytdehaage | Niederlande        | 13:27,25 | 40,36  |
| 2     | Carl Verheijen    | Niederlande        | 13:34,30 | 40,71  |
| 3     | Paweł Jan Zygmunt | Polen              | 13:35,18 | 40,75  |
| 4     | Bart Veldkamp     | Belgien            | 13:36,86 | 40,84  |
| 5     | Keiji Shirahata   | Japan              | 13:39,29 | 40,96  |
| 6     | Dmitri Schepel    | Russland           | 13:43,14 | 41,15  |
| 7     | Derek Parra       | Vereinigte Staaten | 13:48,71 | 41,43  |
| 8     | Roberto Sighel    | Italien            | 13:51,79 | 41,58  |
| 9     | Dustin Molicki    | Kanada             | 13:52,36 | 41,61  |
| 10    | Eskil Ervik       | Norwegen           | 13:55,19 | 41,75  |